# En toute innocence
Pour plus de détails, voir Fiche technique et Distribution.
En toute innocence est un film français réalisé par Alain Jessua et sorti en 1988.

## Synopsis
Paul Duchêne, un notable bordelais, doit rejoindre son fils Thomas pour affaires à Genève. En route, il s'aperçoit qu'il a oublié quelque chose. Il fait donc demi-tour et surprend sa bru Catherine en situation compromettante avec Didier, collaborateur et ami de Thomas. Aveuglé par la colère, il fonce alors pour rejoindre son fils, mais sa voiture s'encastre dans un 36 tonnes. Il se retrouve avec les deux jambes cassées. L'inspecteur Meunier enquête sur l'accident de Paul. Paul feint une perte de la voix devant tout le monde et même devant son médecin et ami. S'ensuit une longue guerre psychologique entre Paul et Catherine, où cette dernière, après l'avoir supplié de lui pardonner, essaye d'éliminer son beau-père.
Paul déjoue cependant toutes les manigances de sa bru, tout en continuant à feindre le mutisme auprès de son fils et de sa belle-fille. Seuls Clémence, la vieille bonne de famille, et Serge, le médecin et ami de Paul, sont au courant.

## Fiche technique
- Titre : En toute innocence
- Réalisation : Alain Jessua
- Scénario : Luc Béraud, Alain Jessua et Dominique Roulet, d'après le roman d'André Lay[1]
- Production : Alain Jessua et Louis Duchesne
- Musique : Michel Portal
- Photographie : Jean Rabier
- Montage : Hélène Plemiannikov
- Décors : Gérard Daoudal
- Pays de production :  France
- Format : Couleurs - 1,37:1 - Dolby - 35 mm
- Genre : thriller
- Durée : 100 minutes
- Date de sortie : France - 3 février 1988

## Distribution
- Michel Serrault : Paul Duchêne
- Nathalie Baye : Catherine
- François Dunoyer : Thomas
- Suzanne Flon : Clémence
- Philippe Caroit : Didier
- Sylvie Fennec : Geneviève
- Bernard Fresson : Serge Cohen
- André Valardy : l'inspecteur Meunier
- Anna Gaylor : Anna
- Frankie Pain : la masseuse

## Musique
- Sous les palétuviers de 1934 (dans sa serre, Paul chantonne en pensant à Geneviève).

## Distinctions
- Nomination au prix du meilleur film lors du MystFest 1988.